# Домановское водохранилище
Домановское водохранилище — водохранилище на реке Щара в 164 км от устья. Расположено у агрогородка Доманово Ивацевичского района Брестской области Белоруссии.

## Цели создания и использование
Водохранилище начали строить по проекту польских инженеров в 1939 году, но лишь в 1954 году строительство закончено по проекту института Белсельэлектропроект. Первоначально предназначалось для поддержания судоходных глубин на Огинской водной системе, однако завершено и использовалось для работы Доманской гидроэлектростанции. После вывода ГЭС из эксплуатации, водохранилище эксплуатирует рыбхоз «Селец», используя для товарного рыборазведения и водообеспечения прудов.

## Морфометрия
Площадь зеркала водохранилища — 1,5 км², длина — 7 км, ширина: максимальная — 0,6 км, средняя — 0,22 км. Средняя глубина — 1,2 м. Объём: полный — 1,8 млн м³, полезный — 0,4 млн м³. Разность отметок нормального подпорного уровня (НПУ) и уровня минимального объёма (УМО) — 0,25 м.
Река Щара относится к бассейну Немана. Характеристики водосбора: площадь 2970 км², рельеф водосбора равнинный, местами волнистый, распаханность — 40 %, залесённость — 18 %, заболоченность — 31 %.
Гидроузел включает плотину, водосброс, две ограждающие дамбы и расположенную ниже по течению ГЭС (по состоянию на 2005 год не эксплуатировалась). Водохранилище представляет собой часть поймы, отделённой ограждающими дамбами. Ограждающие дамбы земляные: левобережная, длиной 4780 м, шириной по гребню 2,5—3,5 м и правобережная, длиной 3860 м, шириной по гребню 2,0—2,5 м. Плотина системы Пуаре (с бетонным сливом на свайном основании и поворотными фермами). Имеет однопролётный водослив шириной 33,5 м, который обеспечивает пропуск расхода воды 259 м³/с.
Водосброс бетонный, поверхностный, практического профиля, шириной 6,4 м, с понуром, водобойным колодцем и рисбермой, рассчитан на пропуск 32,0 м³/с.

## Гидрологические характеристики
Средний годовой сток за многолетний период 375 млн м³, в том числе в половодье (март — май) 154 млн м³. Питание реки — смешанное, с преобладанием снегового.